# Cyril Saugrain
Pour les articles homonymes, voir Saugrain.
Cyril Saugrain, né le 22 juin 1973 à Livry-Gargan est un ancien coureur cycliste professionnel français.

## Biographie
Cyril Saugrain devient professionnel en octobre 1994 et le reste jusqu'en 2003. Il remporte dix victoires, dont une étape du Tour de France en 1996. 
Quelques années après sa retraite professionnelle, Cyril Saugrain intègre l'entreprise Décathlon. D'abord responsable de rayon, il devient en 2010 directeur du magasin Btwin village à Lille. En 2012, il prend la responsabilité du développement des partenariats techniques pour la marque B'Twin, ainsi que celle de l’événementiel sur le site du Btwin village. En 2014, de par son poste de responsable du développement des partenariats techniques, il fait mettre sur pied une équipe de VTT UCI baptisée Btwin MTB racing team, ainsi qu'un partenariat sur la gamme de chaussures route Btwin avec Sébastien Chavanel.
En 2012, il devient consultant pour Opal'TV et commente les étapes en direct lors des Quatre Jours de Dunkerque. En 2013, il rejoint la RTBF pour Paris-Roubaix, la Flèche wallonne et Liège-Bastogne-Liège. Cyril Saugrain incorpore l'équipe de la RTBF pour le Tour de France 2013. Il commente, en compagnie de Rodrigo Beenkens, les étapes en direct. En 2014, Rodrigo Beenkeens se trouvant au Brésil pour la Coupe du monde de football au même moment, c'est au côté de Laurent Bruwier qu'il commente le Tour. Il est le consultant de la majorité des courses cyclistes diffusées par la RTBF depuis 2014.

## Palmarès

### Palmarès amateur
- 1990
  - 2e du championnat d'Île-de-France de cyclo-cross juniors
- 1991
  - Ronde des vallées
- 1993
  - Paris-Tours espoirs
  - 2e de Paris-Dreux
  - 3e du Circuit de l'Aisne
  - 3e du Grand Prix de la Tomate
- 1994
  -  Champion de France sur route espoirs
  - Souvenir Louison-Bobet

### Palmarès professionnel
| - 1995 - 4e étape du Tour du Vaucluse - 1re étape des Quatre Jours de l'Aisne - 1re étape du Tour de l'Ain - 3e de la Côte picarde - 1996 - 4e étape du Tour de France - 4e étape du Tour du Vaucluse | - 1997 - Prix Xavier Louarn - 2e de la Route Adélie - 1998 - 1re étape du Circuit franco-belge - 2e de À travers le Morbihan - 1999 - Grand Prix de Villers-Cotterêts |  |

### Résultats sur les grands tours

#### Tour de France
2 participations
- 1996 : abandon (6e étape), vainqueur de la 4e étape
- 1997 : abandon (14e étape)

#### Tour d'Espagne
2 participations
- 1998 : abandon (3e étape)
- 2002 : 114e